# Igreja Ortodoxa Georgiana
A Igreja Ortodoxa Georgiana (oficialmente Igreja Ortodoxa Autocéfala Apostólica Georgiana; em georgiano:  საქართველოს სამოციქულო მართლმადიდებელი ავტოკეფალური ეკლესია, transl. sakartvelos samocikulo martlmadidebeli avtok'epaluri ek'lesia) ou também denominada Igreja Católica Ortodoxa Autocéfala Apostólica Georgiana é uma Igreja autocéfala cristã de comunhão ortodoxa, cujo primaz é o Patriarca-Católico de Toda a Geórgia, posto hoje ocupado por Elias II. Desde o século IV o cristianismo ortodoxo tem sido a religião estatal da Geórgia, e continua a ser a principal instituição religiosa do país, constituindo assim uma verdadeira Igreja nacional.
A Constituição da Geórgia reconhece o papel especial desempenhado pela Igreja Ortodoxa Georgiana na história do país, porém também estipula a separação entre Igreja e Estado. As relações entre ambas as instituições são regulamentadas por um acordo constitucional de 2002. Em uma pesquisa de 2013, concluiu-se que 95% da população tinha uma visão favorável da instituição, que é considerada a mais influente do país.

## História

### Cristianização da Geórgia
Segundo a tradição, o proselitismo cristão na região data da Era Apostólica, com Santo André pregando na Cólquida e no Reino da Ibéria. Outros discípulos cuja presença é reivindicada pela Igreja Ortodoxa Georgiana incluem Santos Simão, o Zelote, que estaria enterrado na Nova Athos, Matias, que teria pregado onde hoje é o sudoeste da Geórgia e estaria enterrado em Gonio, e Bartolomeu e Judas Tadeu, que teriam por lá passado vindo da Armênia, cuja tradição inclui a presença dos mesmos.
A efetiva conversão da Geórgia, no entanto, acontece com a pregação de Santa Nino Igual aos Apóstolos na Ibéria, que converte o rei Meribanes III e sua esposa Nana, hoje também honrados como santos e Iguais aos Apóstolos, subsequentemente fazendo do cristianismo a crença oficial de seu reino. O historiador Cyril Toumanoff data o batismo de São Meribanes a 334 e a oficialização como religião de Estado a 337. A conversão do reino foi auxiliada por São Constantino o Grande com a ajuda de clérigos do Império Romano. O reino vizinho da Lázica, por outro lado, hoje em sua maior parte na Geórgia, já tinha uma aproximação maior com o Império, tendo bispo cristão em Bichvinta desde o começo do século IV.

### Idade Média
Em matérias de jurisdição, até o século V, a Igreja da Ibéria esteve estritamente subordinada à Igreja de Antioquia, com todos seus bispos sendo consagrados em Antioquia. Em 480, no entanto, o Patriarca Pedro Fullo, com apoio do Imperador Zenão, concede autonomia à Igreja, elevando o Bispo de Misqueta a Católico da Ibéria e permitindo que consagrasse seus próprios bispos, apesar de ainda mantê-lo sob seu omofório. Gradualmente, no entanto, o Católico ganhou autonomia, em meados do século VIII passando a não depender mais da aprovação do Patriarca de Antioquia.
A Ibéria teve um papel oscilante nas controvérsias que seguiram o Concílio de Calcedônia. Condizendo com o intenso intercâmbio que tinha com a Igreja da Armênia, a Igreja teve uma série de primazes não calcedônios, ainda que houvesse tolerada diversidade de opiniões na hierarquia. Em 482, buscando aliança com os bizantinos contra os persas, o Rei Vactangue I chegou a assinar o Henótico, reafirmando a aliança com os armênios no Primeiro Concílio de Dúbio, em 506. Apesar do fim do Henótico em 518, os cristãos da região largamente mantiveram o status quo até 607, quando, em resultado da tentativa por parte dos armênios miafisistas de prevalência doutrinária no Cáucaso, o Terceiro Concílio de Dúbio marcou a ruptura entre armênios e georgianos.
É sabido que a Igreja teve vasta diversidade cultural, diversidade esta que foi suprimida pela expansão islâmica, a ponto de o século VII ver uma Igreja vastamente cartevélica, com os hierarcas a partir deste período sendo praticamente todos georgianos étnicos. O território da atual Geórgia, ademais, não teria uma Igreja jurisdicionalmente una até o século IX, período em que os cristãos das partes mais ocidentais do território quebram com a Igreja de Constantinopla e reconhecem a autoridade do católico de Misqueta. A unificação da Geórgia pela dinastia Bagrationi consolidou esse destino.
Entre os séculos XI e XIII, conhecidos como a era de ouro da Geórgia, a Igreja floresceu, frequentemente se confundindo com o poder secular. Em 1010, o Católico assumiu o título de Patriarca, utilizando-o até hoje. Com as invasões de Gengis Cã e Tamerlão, no entanto, e subsequentemente a decadência do poder político cristão ortodoxo com a queda de Constantinopla, a avançada cultura eclesial no país foi interrompida, seguindo-se séculos de jugo islâmico com a Igreja dividida ente o Patriarca no oriente do país e o a partir de então independente Católico da Abecásia no ocidente.

### Jugo russo e soviético
Ainda que progressivamente partes da Geórgia tenham se libertado do jugo islâmico, o Império Russo fatalmente anexaria a Cártlia-Caquécia em 1801 e a Imerícia em 1810. Em 18 de julho de 1811, apesar de intensa oposição por parte dos georgianos, o status autocéfalo da Igreja da Geórgia foi extinto, assim como o Patriarcado, substituído por um Exarcado sempre ocupado por clérigos de origem russa. A isto se seguiu um muito protestado movimento de eslavização da liturgia e supressão da cultura nacional georgiana, que só seria retomado, junto à autocefalia e reinstituição do Patriarcado, com a Revolução de Fevereiro em 1917.
Pouco duraria a paz da Igreja, no entanto, com intensa perseguição pelas autoridades soviéticas após a invasão soviética da Geórgia quatro anos depois. A autocefalia da Igreja da Geórgia só seria reconhecida pela Igreja Ortodoxa Russa durante a abertura religiosa de Stalin em 1943. Mais perseguições se seguiriam nos Governos subsequentes, especialmente sob Nikita Khrushchov. Progresso seria observado na década de 1970 sob o Governo de Eduard Shevardnadze, ele próprio um cristão ortodoxo, concedendo ao Patriarca Elias II, até hoje primaz, o direito de reabilitar antigas igrejas e mesmo reconstruir novas. Paralelamente, dissidentes como Zviad Gamsakhurdia enfatizavam o papel do cristianismo na luta contra o jugo soviético, desenvolvendo relações que floresceriam após a perestroika e o fim da União Soviética.
Em 1990, em gesto amplamente simbólico, o Patriarca Ecumênico Demétrio I de Constantinopla reconheceu a autocefalia da Igreja Ortodoxa Georgiana e os títulos de Patriarca e Católico de seu primaz. Hoje, a Igreja conseguiu amplamente se recuperar de sua antiga ligação ao Estado, vindo a ser uma das instituições mais poderosas e influentes do país. Em 2002, foi reportado que tinha cerca de 83% dos georgianos como fiéis, organizados em 600 paróquias servidas por 730 sacerdotes, o restante da população sendo vastamente composto por não georgianos e pela pequena comunidade georgiana muçulmana de Adjara.

## Estrutura

Eparquias da Geórgia e arredores

O Santo Sínodo da Igreja Ortodoxa Georgiana é encabeçado pelo Católico-Patriarca, com adicionalmente 25 metropolitas, 5 arcebispos e 8 bispos. O território georgiano é dividido em 43 eparquias, adicionalmente a 7 eparquias no exterior.